# المحب (رواية)
المحب هي إحدى روايات الروائية الأمريكية دانيال ستيل (بالإنجليزية Loving) وهي من الروايات الرومانسية.

## نبذة قصيرة
تدور أحداث الرواية عن فتاة من الطبقة المخملية تعيش مع والدها الكاتب المشهور وتتمحور حياتها كلها حوله تنظم له لقاءاته وحفلاته ومواعيده وتتبدل حياتها بعد موته المفاجيء لتكتشف انه كان مثقلا بالديون وتضطر للتخلي عن حياتها السابقة تماما وبيع كل ما تملك سدادا لديونه. ويساندها في حياتها صديق والدها الذي يكبرها ب 40 عاما وتتزوجه وتتوالي الاحداث في حياتها لتتعرف على الحياة الواقعية وتتوقف عن الحكم على ذاتها من خلال نظرة الآخرين لها.